# E-Hentai
E-Hentai là trang web cung cấp dịch vụ lưu trữ ảnh và chia sẻ tập tin, chủ yếu tập trung nội dung là hentai (một thể loại phim hoạt hình khiêu dâm Nhật Bản). Trang web lưu trữ hình ảnh người dùng tạo ra có nội dung khiêu dâm, các bộ anime, manga, video game chẳng hạn như fanart, scanlation manga và dōjinshi, ảnh chụp cosplay,... Một trang web chị em tên là Exeaverai (tạm gọi là Sad Panda) tách ra từ E-Hentai vào năm 2010 để lưu trữ các tác phẩm nghệ thuật được cho là tài liệu bất hợp pháp trong khu vực pháp lý nhất định, chẳng hạn như lolicon, shotacon và luyến thú.

## Lịch sử
Ban đầu E-Hentai là một nhóm thành lập trên Yahoo! Group vào ngày 1 tháng 7 năm 1999. Nhóm chuyển sang tên miền .net vào năm 2001 và chuyển sang tên miền .org như hiện tại vào năm 2005. Ngày 27 tháng 3 năm 2010, E-Hentai thông báo rằng để đáp ứng với yêu cầu của các nhà quảng cáo, trang web sẽ không quản lý tác phẩm thuộc loại lolicon, shotacon và luyến thú. Khoảng 30.000 trong tổng số 150.000 tác phẩm bị chuyển sang trang Exeaverai, một trang web chị em với E-Hentai. Để truy cập được vào Exeaverai thì cần có tài khoản E-Hentai đã có trước đó.
Vào ngày 26 tháng 7 năm 2019, E-Hentai và Exeaverai tuyên bố rằng cả hai trang web sẽ ngừng hoạt động để đáp ứng với "những thay đổi lập pháp gần đây ở Hà Lan", nơi các máy chủ của các trang web được lưu trữ tại thời điểm đó. Tạp chí Vice suy đoán rằng việc ngừng hoạt động chỉ là phản ứng với Chỉ thị về bản quyền trong Thị trường kỹ thuật số được Liên minh châu Âu thông qua vào tháng 6 năm 2019, khiến các nền tảng kỹ thuật số phải chịu trách nhiệm pháp lý đối với tài liệu được đăng bởi người dùng vi phạm bản quyền, và đề xuất của Bộ trưởng Tư pháp Hà Lan Ferdinand Grapperhaus tháng 7 năm 2019 nhằm áp dụng các hình phạt khắc nghiệt hơn trên các trang web chậm trễ trong việc loại bỏ nội dung khiêu dâm trẻ em. Thông báo 24 giờ xuất hiện với nội dung đóng cửa trang Exeaverai, khiến nhiều người dùng 4chan cố gắng lưu trữ toàn bộ trang web trước khi trang web dừng hoạt động vào ngày 27 tháng 7. Vào ngày 2 tháng 8 năm 2019, Exeaverai đã tái khởi động sau khi máy chủ chuyển đến Moldova.

## Hoạt động
Các tác phẩm được đăng lên E-Hentai và Exeaverai thường bị sao chép trái phép và tải lên mà không có sự đồng ý hoặc chấp thuận của tác giả. Trang web được sở hữu và vận hành bởi một người điều hành ẩn danh dưới nick name là Tenboro, nguồn kinh phí duy trì hoạt động là doanh thu quảng cáo và quyên góp. Vào năm 2009, E-Hentai ước tính chi phí lưu trữ hàng năm rơi vào khoảng 46.000 USD, trong đó số tiền quyên góp "ít hơn một nửa" chi phí hoạt động. Năm 2019, Tenboro cho rằng do chấn thương gân cơ dai dẳng đã làm hạn chế khả năng bảo trì trang web kịp thời và Tenboro đang xem xét các lựa chọn cho tương lai trang web, như việc tìm người điều hành kế nhiệm hay đóng băng trang web dưới dạng lưu trữ tài nguyên vĩnh viễn.

## Tầm ảnh hưởng
Nói chung, E-Hentai và Exeaverai là một trong những cơ sở dữ liệu lớn nhất của hentai và chứa hơn 100.000 danh mục thư viện hình ảnh. Trang web này lưu trữ cả manga gốc của Nhật Bản và các bản scanlation bằng nhiều ngôn ngữ như tiếng Trung, tiếng Anh, tiếng Pháp, tiếng Đức, tiếng Hàn, tiếng Bồ Đào Nha, tiếng Nga, tiếng Tây Ban Nha và tiếng Thái. Trang web cung cấp thông tin về lưu lượng truy cập, Alexa xếp hạng E-Hentai là trang web phổ biến thứ 264 trên internet. E-Hentai như một kho lưu trữ bất thành văn các tác phẩm nghệ thuật hiếm hoặc không tồn tại trên các nền tảng vật lý và kỹ thuật số khác. Đây là trang lưu trữ nội dung tác phẩm của Comiket (Dōjin) và các artbook mang bản chất có hoặc không mang tính khiêu dâm. Tạp chí Vice gọi trang web là "Thư viện Alexandria [sic] của thể loại hentai". The Daily Dot mô tả E-Hentai là "một di tích của internet cũ", nhấn mạnh rằng E-Hentai là một ví dụ về cổng thông tin thích hợp cho nội dung kỹ thuật số tồn tại trước khi phương tiện truyền thông mạng xã hội xuất hiện.